# بالپیق بی
بالپیک قی (به قزاقی: Балпық би، بالپىق بي) یک زیستگاه انسانی در قزاقستان است که در شهرستان کوک‌سو واقع شده‌است.

## خصوصیات
بالپیک بی  ۱۲٬۶۵۴ نفر جمعیت دارد.